# كاسباري
ك . ب . كاسباري (بالنرويجية البوكمول: Carl Paul Caspari)‏ ( 1814 - 1892 م ) هو لاهوتي ألماني.
درس العربية والفارسية على يد فلايشر. اشتهر بتفسيره للتوراة.